# Vlad Filat
Vladimir Filat (n. 6 mai 1969, satul Lăpușna, raionul Hîncești, RSS Moldovenească, astăzi Republica Moldova), cunoscut mai mult ca Vlad Filat, este un politician și om de afaceri din Republica Moldova, membru fondator și lider al Partidului Liberal Democrat din Moldova, deputat în Parlamentul Republicii Moldova între 2005 și 2009 și începând cu decembrie 2014, fost prim-ministru al Republicii Moldova între 2009 și 2013, fost Ministru de Stat în Guvernul Sturza între 12 martie–12 noiembrie 1999 și fost președinte interimar al Republicii Moldova pentru o scurtă perioadă în decembrie 2010. Este unul dintre cei mai bogați oameni, alături de Vladimir Voronin și Vladimir Plahotniuc, din Republica Moldova.

## Biografie

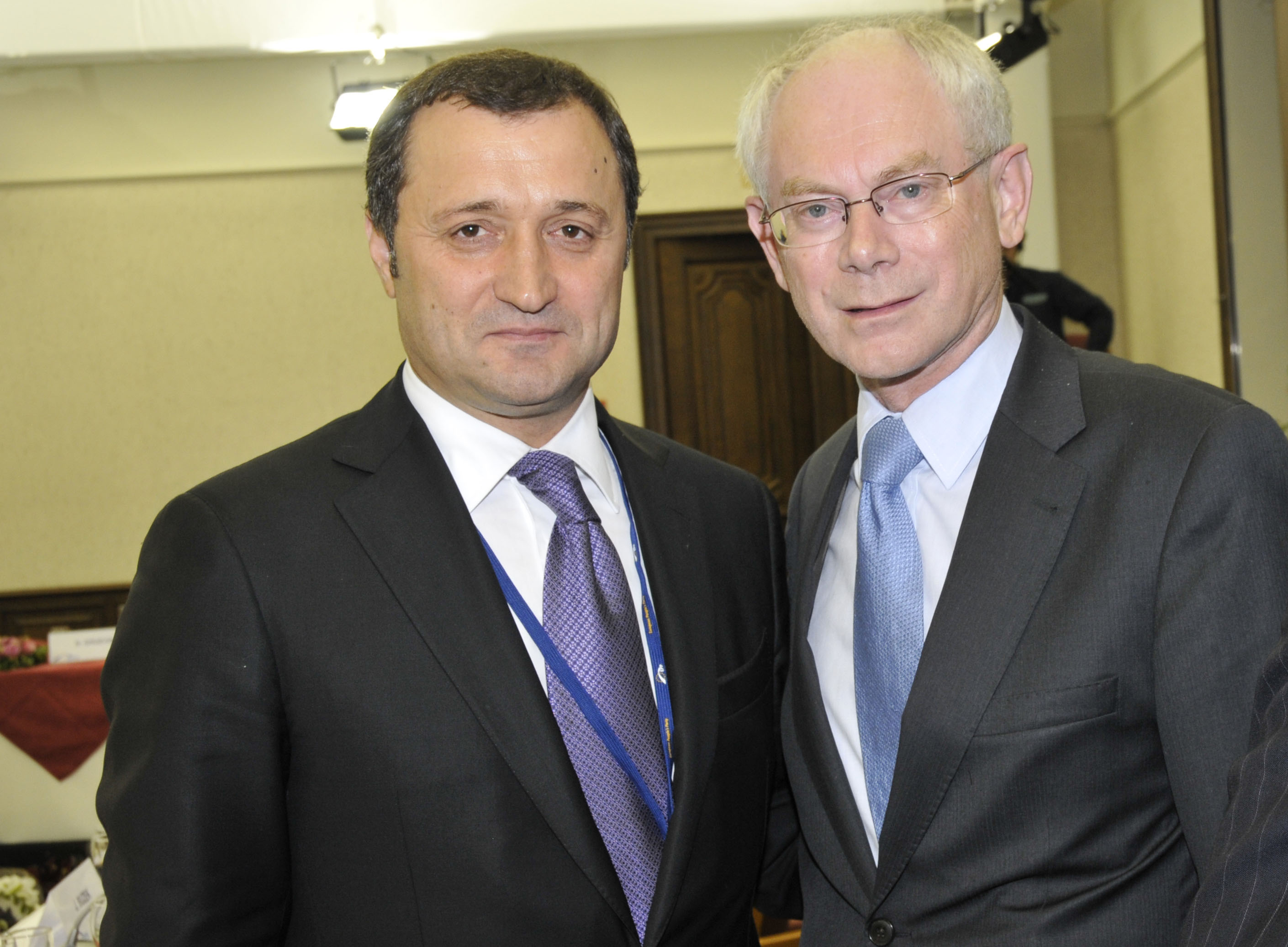
Vlad Filat și Herman Van Rompuy

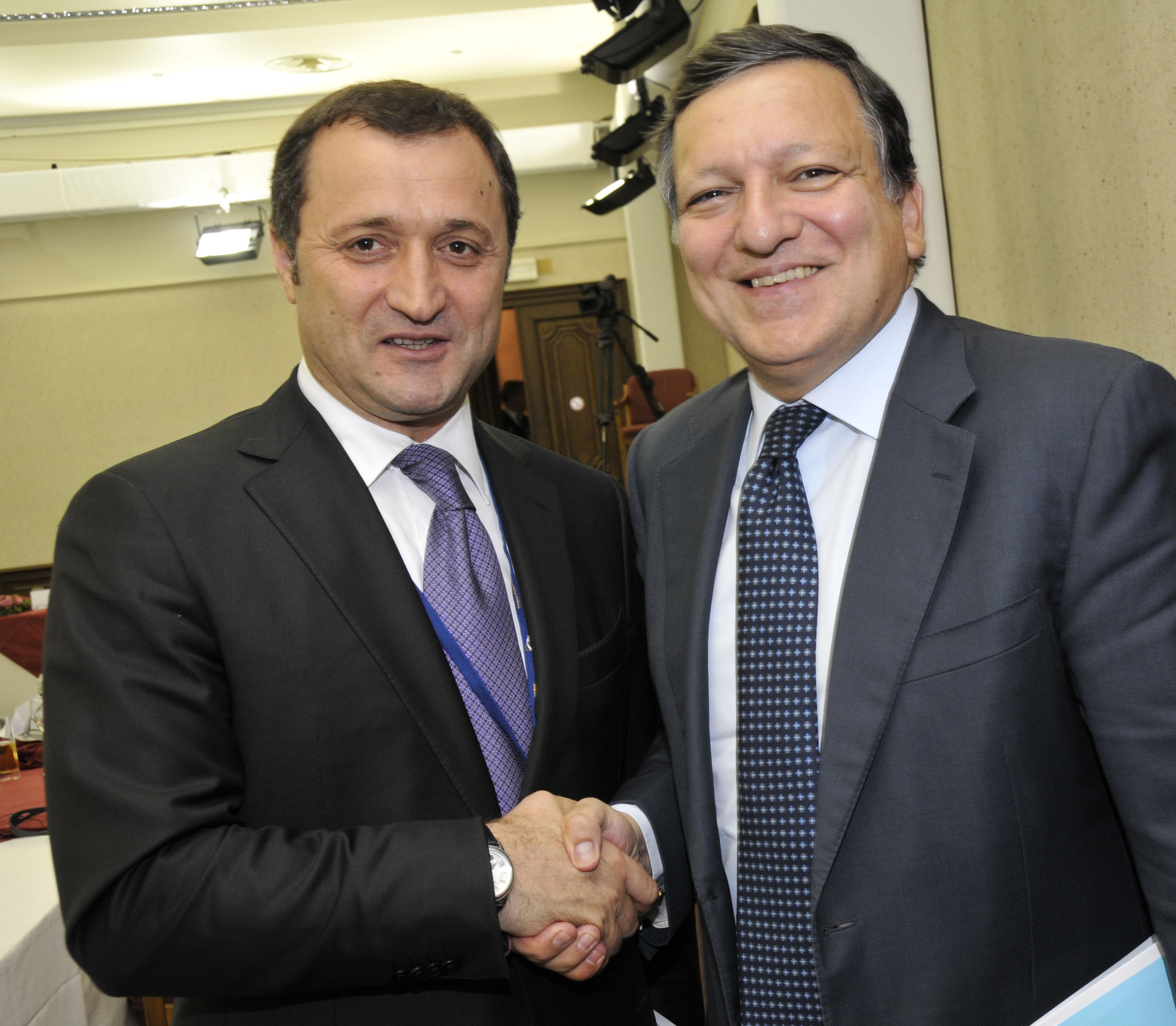
Vlad Filat și José Manuel Barroso

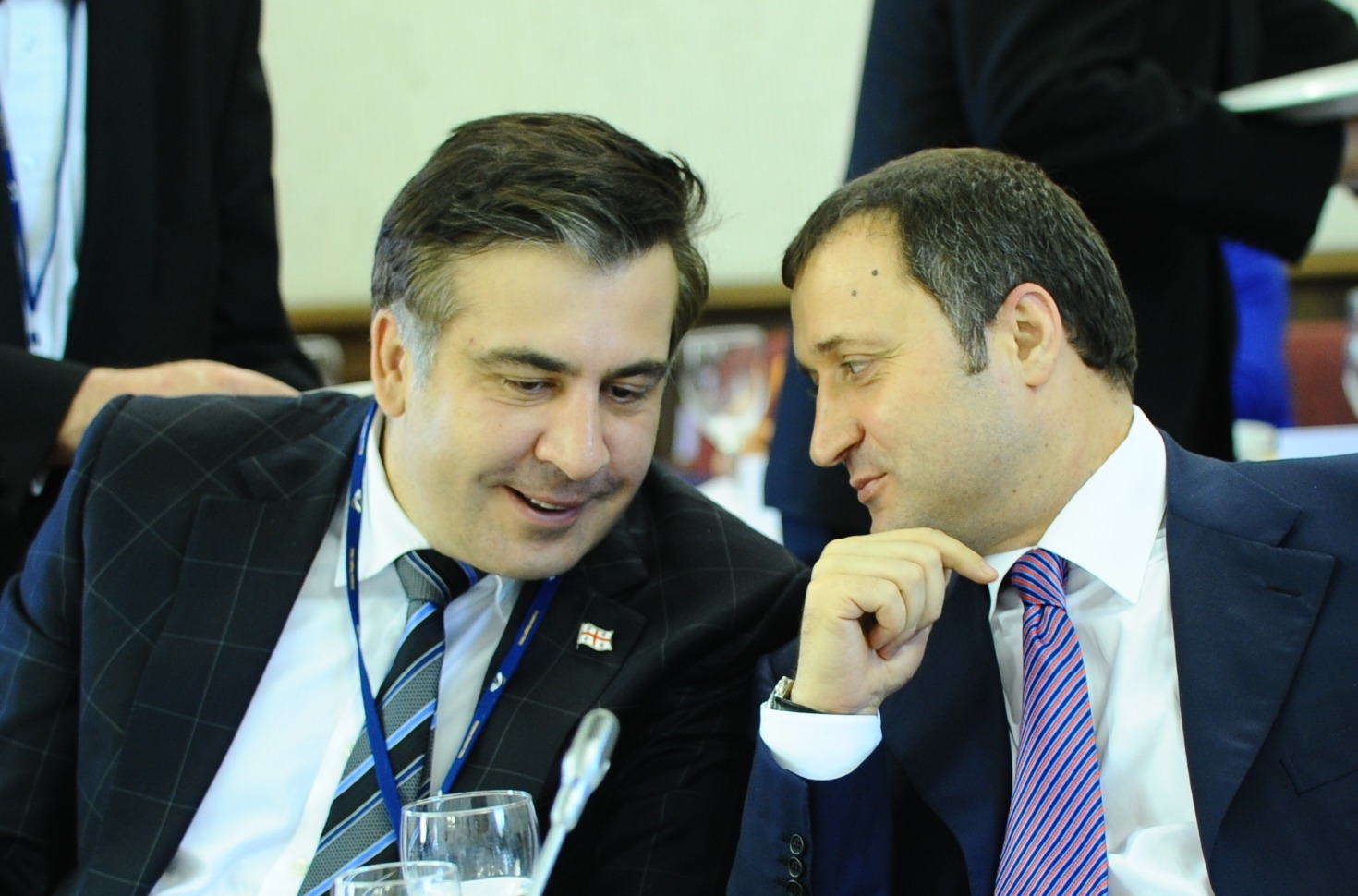
Miheil Saakașvili și Vlad Filat

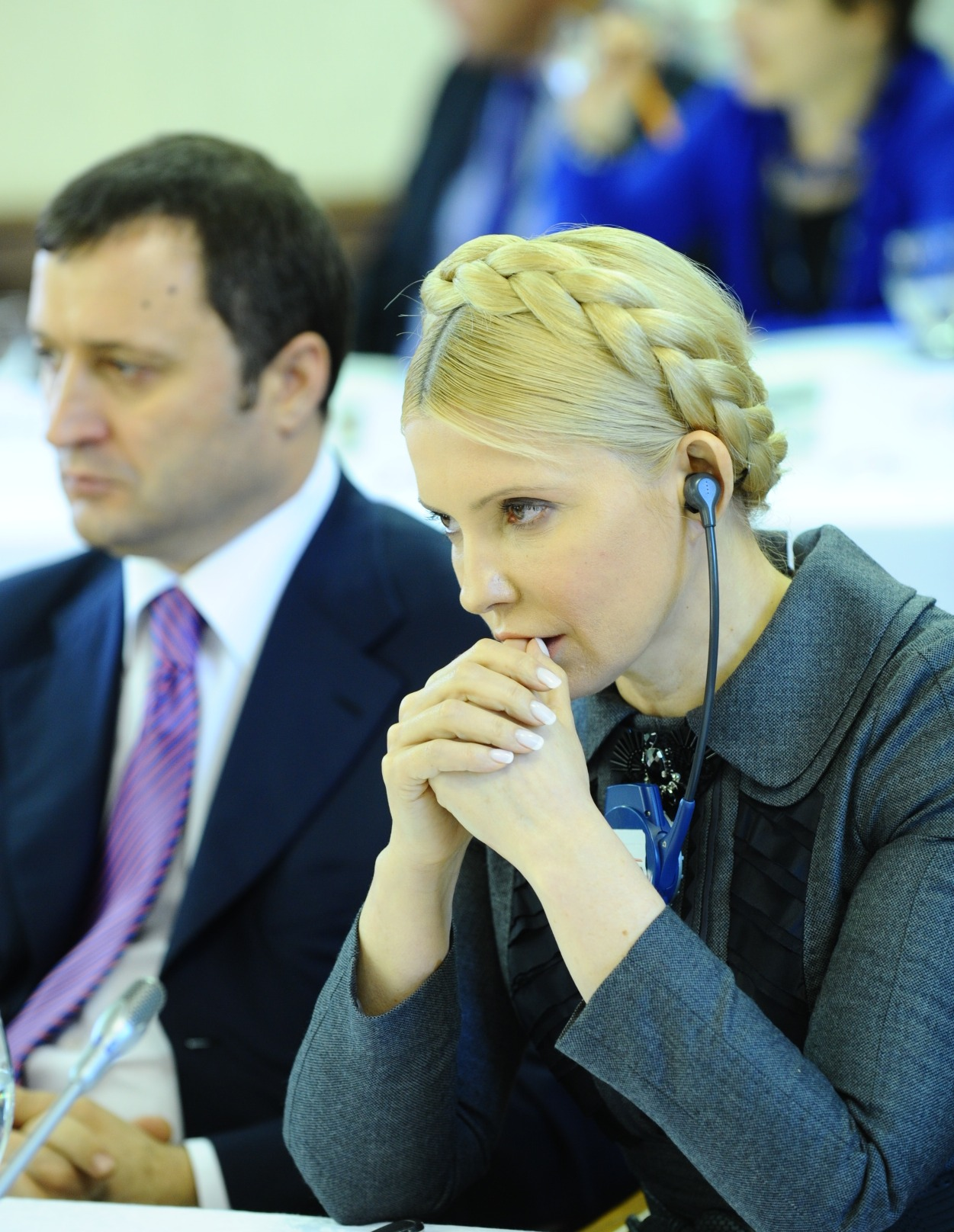
Vlad Filat și Iulia Timoșenko

Vladimir Filat s-a născut la data de 6 mai 1969 în satul Lăpușna, raionul Hîncești). Membru ULCT din anul 1983. După absolvirea în anul 1986 a școlii medii din Lăpușna, și-a satisfăcut stagiul militar obligatoriu în cadrul Armatei URSS (1987–1989). A activat în trupele de grăniceri „Pogranicinâie voiska”, unități speciale de infanterie a KGB-ului, având gradul de soldat fruntaș și fiind decorat de șefi cu decorații specifice trupelor KGB. A studiat apoi la Tehnicumul (Colegiul) Cooperativ din Republica Moldova (1989–1990) și la Universitatea Alexandru Ioan Cuza din Iași, Facultatea de Drept (1990–1994).
Între anii 1994-1998, Vladimir Filat inițiază și conduce mai multe afaceri în România, fiind director general la RoMold Trading SRL din Iași (1994–1997) și președinte al Consiliului administrativ al Societății „Dosoftei” din Iași (1997–1998). Revine în Republica Moldova în anul 1998, la 29 de ani fiind numit în funcția de director general al Departamentului Privatizare și Administrare a Proprietății de Stat pe perioada președinției lui Petru Lucinschi, fost prim secretar la Comitetul Central al Partidului Comunist al Uniunii Sovietice.
În perioada 12 martie–12 noiembrie 1999, a îndeplinit funcția de Ministru de Stat în Guvernul Sturza. În anul 2000 a fost ales vicepreședinte al Partidului Democrat din Moldova și a revenit în afaceri.
În urma alegerilor martie 2005, Vladimir Filat a obținut mandatul de parlamentar pe listele Blocului Moldova Democrată. A candidat pentru funcția de primar general al Municipiului Chișinău la alegerile din 3 iunie 2007 acumulând 8,3% voturi.
În septembrie 2007 părăsește rândurile Partidului Democrat și creează Partidul Liberal Democrat din Moldova (PLDM). Congresul de constituire a PLDM a avut loc la 8 decembrie 2007, în funcția de președinte al formațiunii fiind ales Vlad Filat.
Din 25 septembrie 2009, Vlad Filat este numit prin decret prezidențial Prim-ministru al R. Moldova, funcție pe care a deținut-o până în martie 2013.
În perioada 28 decembrie - 30 decembrie 2010 Vlad Filat a îndeplinit funcția de președinte interimar al Republicii Moldova. Iar pe 31 decembrie 2010 prin decretul lui Marian Lupu a fost renumit în funcția de prim-ministru. În martie 2013 în urma unui conflict intern în coaliția de guvernare, el a fost demis din funcția de prim-ministru, în locul său fiind numit ulterior Iurie Leancă.
La alegerile parlamentare din 30 noiembrie 2014 din Republica Moldova, Filat a fost ales deputat în Parlamentul Republicii Moldova.

## Condamnare
În 2016 a fost condamnat la 9 ani de închisoare pentru corupere pasivă și trafic de influență. Dosarul a fost deschis în 2015, în urma denunțului lui Ilan Șor.
În 2019 instanța a scurtat termenul de detenției datorită condițiilor proaste din penitenciar iar Vlad Filat este eliberat condiționat.
În urma procesului Filat vs Moldova, pe 31 decembrie 2023, Curtea Europeană a Drepturilor Omului (CEDO) consideră că autoritățile moldovene i-au încălcat lui Vlad Filat dreptul la un proces echitabil, motivarea fiind că procesul a avut loc cu ușile închise. Instanța i-a acordat o compensație de 7.500 de euro.
Pe 16 decembrie 2024, Curtea Supremă de Justiție a Republicii Moldova respinge atât cererea de revizuire privind desființarea hotărârilor pronunțate în dosarul penal cât și rejudecarea cauzei în instanța de fond.

## Controverse
Are un rol principal în concesionarea (2012) Aeroportului Internațional Chișinău pe 49 ani către consorțiul rusesc Avia-Invest, decizie puternic contestată la acea vreme, un obiectiv strategic fiind concesionat către sfera de influență rusească.
Pe 15 octombrie 2015, la prima ședință a parlamentului din sesiunea toamnă-iarnă, lui Vlad Filat i-a fost retrasă imunitatea parlamentară cu votul a 79 din totalul de 101 de deputați, după ce cu o solicitare în acest sens în plenul parlamentului venise procurorul general Corneliu Gurin, care a declarat că există bănuieli și depoziția lui Ilan Shor cum că Vlad Filat ar fi implicat direct în fraudele de la Banca de Economii, fapte de corupție și trafic de influență. Înainte de a se vota retragerea imunității, Filat l-a denunțat public pe Vlad Plahotniuc de la tribuna parlamentului, acuzându-l că ar controla justiția, că ar vrea să deturneze cursul pro-european al țării și de fățărnicie pentru că i-ar fi organizat lipsirea de imunitate „pe la spate” întrucât în ajun s-ar fi convenit ca procurorul general Corneliu Gurin, post care neformal a revenit PD-ului prin partajare, să-și dea demisia. Filat a mai divulgat unele lucruri „din culise” cum Plahotniuc ar controla justiția în modul convenabil, menționând că poate să spună unele lucruri care ar face "să sară în aer clasa politică". După deposedarea de imunitate, la scurt timp, chiar în parlament el a fost reținut pentru 72 de ore și escortat la Centrul Național Anticorupție. În aceeași zi au avut loc percheziții la domiciliul său și la sediul PLDM din Chișinău. Pe 18 octombrie, când trebuia să expire cele 72 de ore de arest, judecătoria a decis să se acorde 30 de zile de arest preventiv pentru Vlad Filat. Pe 19 octombrie Mitropolitul Vladimir a emis un comunicat prin care lansează un apel către instituțiile competente ale statului, pentru a-l plasa pe Vlad Filat în arest la domiciliu, spunând că acesta este un „bun creștin”, cu referire la „o serie de activități de ctitorire și binefacere” față de lăcașe de cult, clerici și credincioși și de asemenea menționând că aceasta ar face posibil ca „un tată și un soț să fie alături de copii, soție și de rudenii”. Pe 11 noiembrie judecătoria Buiucani a prelungit mandatul de arest pe numele lui Vlad Filat cu încă 30 de zile, până la data de 14 decembrie 2015.
La sfârșitul lunii octombrie 2015, în timp ce Vlad Filat se afla în arest, omul de afaceri și politicianul Renato Usatîi a publicat pe internet o serie de înregistrări ale convorbirilor telefonice personale dintre Filat și omul de afaceri și politicianul Ilan Shor, fapt pentru care pe 23 octombrie Usatîi a fost reținut preventiv pentru 72 de ore, dar ulterior eliberat 25 octombrie.
Tot în 2015 este filmat, cu camera ascunsă, în timp ce întreținea relații sexuale cu amanta sa, o tânără jurnalistă.
Din 30 noiembrie până pe 14 decembrie, nemulțumit de tratamentul la care este supus în penitenciarul numărul 13 din Chișinău, unde este încarcerat, Vlad Filat s-a aflat în greva foamei. Pe 10 decembrie el a invitat un notar în penitenciar și și-a scris testamentul. În aceeași zi, judecătoria Buiucani a admis solicitarea procurorilor privind prelungirea mandatului de arest emis pe numele lui Filat pentru încă 30 de zile.

## Viața personală
Din ianuarie 2014 Vlad Filat este căsătorit cu fosta prezentatoare TV Angela Gonța. Pe 8 iunie 2014 s-a anunțat că Vlad Filat și Angela Gonța au devenit părinți, fetița celor doi numindu-se Ekaterina. Anterior el a mai avut un mariaj de aproape 20 de ani cu Sanda Filat, de care a divorțat în 2012, cei doi având împreună doi copii, Iustina și Luca.

## Distincții și decorații
În decembrie 2013 Vlad Filat a fost decorat cu "Ordinul Republicii" de către Președintele Republicii Moldova, Nicolae Timofti, „în semn de înaltă apreciere a meritelor deosebite în promovarea valorilor democratice, pentru contribuție substanțială la aprofundarea dialogului dintre Republica Moldova și Uniunea Europeană, eforturile depuse în vederea restabilirii localităților afectate de calamitățile naturale din vara anului 2010 și activitate organizatorică prodigioasă”.
Pe 25 noiembrie 2014 Vlad Filat a fost decorat de președintele României Traian Băsescu cu Ordinul Național „Serviciul Credincios” - în grad de Mare Cruce, „în semn de înaltă apreciere a întregii activități pusă în slujba dezvoltării, pe multiple planuri, a relațiilor dintre Republica Moldova și România, pentru abnegația cu care a promovat valorile democrației și parcursul european al Republicii Moldova”.
Cu două zile mai devreme, pe 23 noiembrie, el a fost decorat de către primarul localității Parcova din raionul Edineț, Marcel Snegur, cu ordinul Cetățean de Onoare al localității.
În noiembrie 2013 Vlad Filat a fost decorat de președintele de atunci al Georgiei, Mihail Saakașvili, cu una din cele mai înalte distincții de stat ale Georgiei – Ordinul de Excelență.